# Guatteria calliantha
Guatteria calliantha är en kirimojaväxtart som beskrevs av Robert Elias Fries. Guatteria calliantha ingår i släktet Guatteria och familjen kirimojaväxter. IUCN kategoriserar arten globalt som sårbar. Inga underarter finns listade i Catalogue of Life.